# Léon Ollé-Laprune
Léon Ollé-Laprune (ur. 25 lipca 1839 w Paryżu, zm. 19 lutego 1898 tamże) – francuski filozof katolicki. Ukończył studia w École Normale w Paryżu. W swych pracach nawiązywał do myśli B. Pascala i J.H. Newmana.

## Wybrane publikacje
- La philosophie de Malebranche, 1870
- De la certitude morale, 1880
- Essai sur la morale d'Aristote, 1881
- La philosophie et le temps present, 1890
- Le prix de la vie, 1894
- La raison et le rationalisme, 1906
- Croyance religieuse et croyance intellectuelle, 1908